# Nopales
Nopales är en ort i Mexiko.   Den ligger i kommunen San Felipe och delstaten Guanajuato, i den centrala delen av landet, 300 km nordväst om huvudstaden Mexico City. Nopales ligger 2 100 meter över havet och antalet invånare är 113.
Terrängen runt Nopales är kuperad söderut, men norrut är den platt. Runt Nopales är det ganska tätbefolkat, med 75 invånare per kvadratkilometer. Närmaste större samhälle är Coecillo, 12,6 km norr om Nopales. Omgivningarna runt Nopales är i huvudsak ett öppet busklandskap.